# Beth Botsford
Elisabeth Anne Botsford (Baltimore, 21 de maio de 1981) é uma nadadora dos Estados Unidos, ganhadora de duas medalhas de ouro em Jogos Olímpicos.